# 메나이 현수교

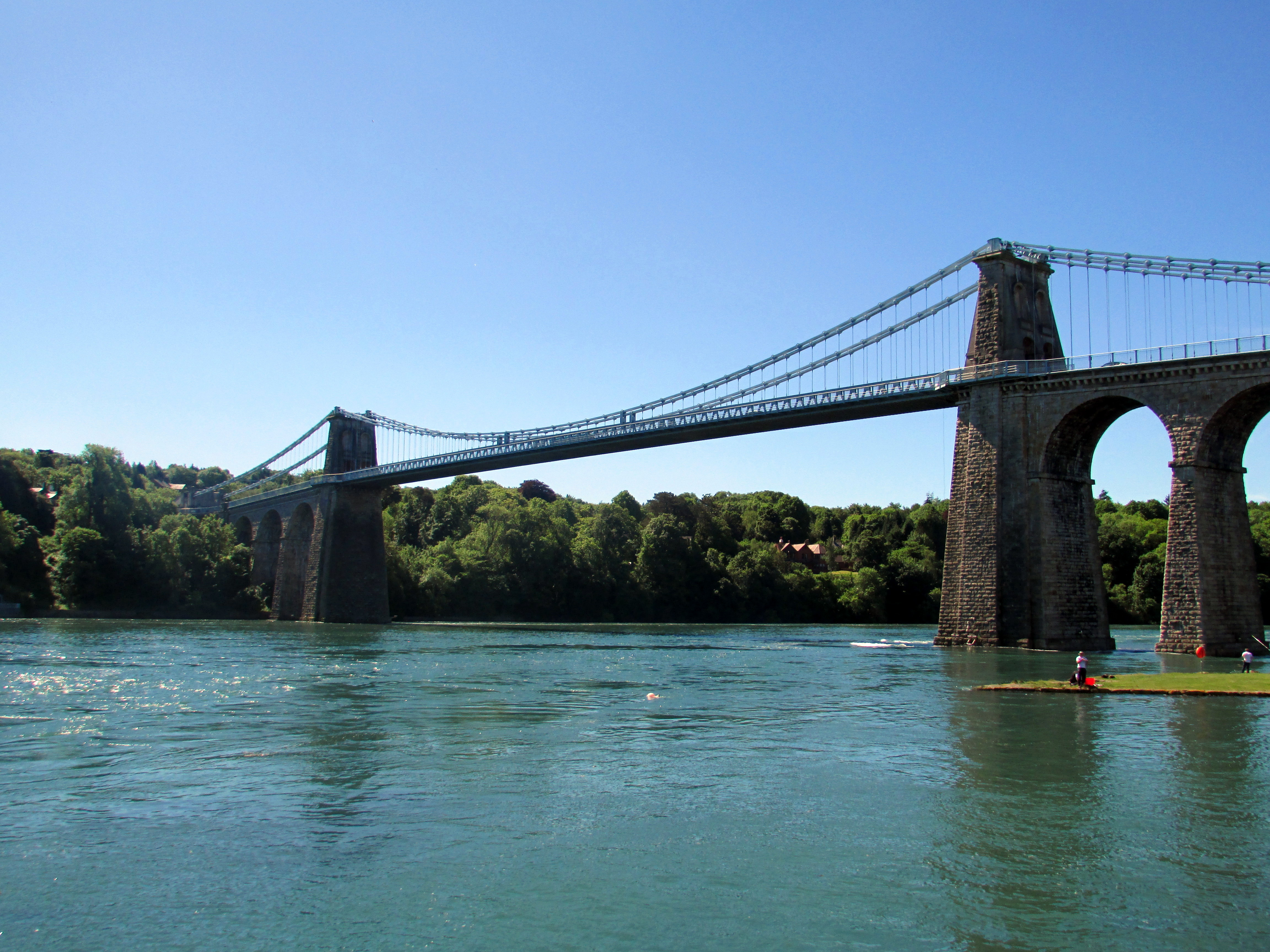
메나이 현수교

메나이 현수교(영어: Menai Suspension Bridge, 웨일스어: Pont Grog y Borth)는 앵글시섬과 웨일스 사이의 메나이 해협을 가로지르는 현수교다. 토머스 텔퍼드가 설계하여 1826년에 완공한 이 다리는 세계 최초의 현수교였다. 이 다리는 여전히 도로 교통을 담당하고 있으며 1등급으로 등재된 구조물이다.